# Liste de films tournés dans le département du Rhône
Un certain nombre d'œuvres cinématographiques et télévisuelles ont été tournés dans le département français du Rhône.
Voici une liste à compléter de films, téléfilms, feuilletons télévisés, films documentaires… tournés dans le département du Rhône, classés par commune et lieu de tournage et date de diffusion.
- Haut – A
- B
- C
- D
- E
- F
- G
- H
- I
- J
- K
- L
- M
- N
- O
- P
- Q
- R
- S
- T
- U
- V
- W
- X
- Y
- Z

## A
- Haut – A
- B
- C
- D
- E
- F
- G
- H
- I
- J
- K
- L
- M
- N
- O
- P
- Q
- R
- S
- T
- U
- V
- W
- X
- Y
- Z

- Albigny-sur-Saône
  - 2002 : Jojo la frite de Nicolas Cuche

- Anse
  - 1996 : Le bel été 1914 de Christian de Chalonge
  - 2003 : Quand tu descendras du ciel d'Éric Guirado

- Vallée d'Azergues
  - 1996 : Le bel été 1914 de Christian de Chalonge

## B
- Haut – A
- B
- C
- D
- E
- F
- G
- H
- I
- J
- K
- L
- M
- N
- O
- P
- Q
- R
- S
- T
- U
- V
- W
- X
- Y
- Z

- Beaujeu
  - 2007 : Dialogue avec mon jardinier de Jean Becker

- Belmont-d'Azergues
  - 1994 : Le Bateau de mariage de Jean-Pierre Améris

- Bois-Franc
  - 1996 : À toute vitesse de Gaël Morel

- Bully
  - 1992 : Bing 2 de Nino Monti
  - 2001 : Origine contrôlée de Zakia Bouchaala et Ahmed Bouchaala
  - 2016 : Qui sème l'amour... de Lorenzo Gabriele

- Brignais
  - 1994 : Regarde les hommes tomber de Jacques Audiard
  - 1996 : Sale Gosse de Claude Mouriéras
  - 1998 : La voie est libre de Stéphane Clavier
  - 2008 : Passe-passe de Tonie Marshall

- Bron
  - 1973 : Le Silencieux de Claude Pinoteau[1]
  - 1992 : Toutes peines confondues de Michel Deville[2]
  - 1996 : L'Échappée belle d'Étienne Dhaene
  - 1996 : Les Aveux de l'innocent de Jean-Pierre Améris
  - 2000 : Une affaire de goût de Bernard Rapp
  - 2001 : J'ai tué Clémence Acéra de Jean-Luc Gaget[2]
  - 2001 : Grégoire Moulin contre l'humanité de Artus de Penguern
  - 2004 : Brodeuses d'Éléonore Faucher
  - 2007 : Nos retrouvailles de David Oelhoffen

- Brussieu
  - 2001 : Origine contrôlée de Zakia Bouchaala et Ahmed Bouchaala
  - 2005 : Camping à la ferme de Jean-Pierre Sinapi

## C
- Haut – A
- B
- C
- D
- E
- F
- G
- H
- I
- J
- K
- L
- M
- N
- O
- P
- Q
- R
- S
- T
- U
- V
- W
- X
- Y
- Z

- Cailloux-sur-Fontaines
  - 2004 : Louis la Brocante : épisode Louis et les deux mousquetaires série télévisée de Bruno Gantillon
  - 2010 : La Robe du soir d'Éléonore Faucher

- Caluire-et-Cuire
  - 1987 : Comédie ! de Jacques Doillon[3]
  - 1992 : Au pays des Juliets de Mehdi Charef
  - 1995 : Le Cri du cœur d'Idrissa Ouedraogo
  - 1996 : Sale Gosse de Claude Mouriéras
  - 2007 : La Fille coupée en deux de Claude Chabrol
  - 2008 : Made in Italy de Stéphane Giusti
  - 2009 : Gamines de Frédéric Mermoud
  - 2010 : Complices de Frédéric Mermoud
  - 2018 : Insoupçonnable série télévisée policier de Christophe Lamotte et Fred Garson[4]

- Chaponost
  - 2008 : Passe-passe de Tonie Marshall

- Charbonnières-les-Bains
  - 1992 : Au pays des Juliets de Mehdi Charef
  - 1994 : Regarde les hommes tomber de Jacques Audiard
  - 2015 : Disparue feuilleton policier de Charlotte Brandström

- Charly
  - 2007 : La Vérité ou presque de Sam Karmann

- Charnay
  - 2007 : La Vérité ou presque de Sam Karmann

- Chiroubles
  - 1978 : La Carapate de Gérard Oury

- Cogny
  - 1999 : Les Enfants du marais de Jean Becker

- Colombier-Saugnieu-Aéroport de Lyon-Saint-Exupéry
  - 2003 : Petites coupures de Pascal Bonitzer
  - 2004 : Ne Quittez Pas ! d'Arthur Joffé
  - 2007 : La Tête de maman de Carine Tardieu
  - 2008 : Passe-passe de Tonie Marshall
  - 2008 : Où avais-je la tête ? de Nathalie Donnini
  - 2010 : Insoupçonnable de Gabriel Le Bomin

- Communay
  - 2008 : Passe-passe de Tonie Marshall

- Condrieu
  - 2008 : Passe-passe de Tonie Marshall

- Corbas
  - 2000 : Une affaire de goût de Bernard Rapp

- Couzon-au-Mont-d'Or
  - 1985 : Parole de flic de José Pinheiro

- La Croix-Rousse
  - 1988 : Le complot d'Agnieszka Holland
  - 1997 : Lucie Aubrac de Claude Berri
  - 2001 : Tout va bien, on s'en va de Claude Mouriéras
  - 2001 : J'ai tué Clémence Acéra de Jean-Luc Gaget
  - 2001 : Oui, mais… d'Yves Lavandier
  - 2002 : Les Diables de Christophe Ruggia
  - 2007 : Après lui de Gaël Morel

- Curis-au-Mont-d'Or
  - 2001 : Grégoire Moulin contre l'humanité d'Artus de Penguern

## D
- Haut – A
- B
- C
- D
- E
- F
- G
- H
- I
- J
- K
- L
- M
- N
- O
- P
- Q
- R
- S
- T
- U
- V
- W
- X
- Y
- Z

- Dardilly
  - 1992 : Au pays des Juliets de Mehdi Charef

- Décines-Charpieu
  - 1996 : Sale Gosse de Claude Mouriéras
  - 2001 : Mademoiselle de Philippe Lioret
  - 2002 : Le Corsaire, le Magicien, le Voleur et les Enfants de Julie Gavras
  - 2011 : Les Lyonnais de Olivier Marchal

- La Duchère
  - 1996 : Les Voleurs d'André Téchiné
  - 2007 : Après lui de Gaël Morel

## E
- Haut – A
- B
- C
- D
- E
- F
- G
- H
- I
- J
- K
- L
- M
- N
- O
- P
- Q
- R
- S
- T
- U
- V
- W
- X
- Y
- Z

- Écully
  - 2008 : Made in Italy de Stéphane Giusti

## F
- Haut – A
- B
- C
- D
- E
- F
- G
- H
- I
- J
- K
- L
- M
- N
- O
- P
- Q
- R
- S
- T
- U
- V
- W
- X
- Y
- Z

- Fareins
  - 1999 : Les Enfants du marais de Jean Becker

- Feyzin
  - 2001 : Mademoiselle de Philippe Lioret

- Fleurie
  - 2004 : Brodeuses d'Éléonore Faucher

- Fontaines-sur-Saône
  - 2018 : Insoupçonnable série télévisée policier de Christophe Lamotte et Fred Garson[4]

- Francheville
  - 1992 : Au pays des Juliets de Mehdi Charef
  - 2004 : Tout pour l'oseille de Bertrand Van Effenterre

- Frontenas
  - 2003 : Quand tu descendras du ciel d'Éric Guirado

## G
- Genas
  - 2002 : Louis la Brocante : épisode Louis et le secret de l'abbé Cyprien série télévisée de Michel Favart

- Genay
  - 1998 : Plusieurs épisodes de la série télévisée Louis la Brocante de Pierre Sisser

- Givors
  - 1999 : Les Enfants du marais de Jean Becker

## I
- Haut – A
- B
- C
- D
- E
- F
- G
- H
- I
- J
- K
- L
- M
- N
- O
- P
- Q
- R
- S
- T
- U
- V
- W
- X
- Y
- Z

- Irigny
  - 1996 : Le Montreur de Boxe de Dominique Ladoge
  - 1996 : L'Élève d'Olivier Schatzky[5],[6]
  - 1997 : Lucie Aubrac de Claude Berri
  - 1998 : Plusieurs épisodes de la série télévisée Louis la Brocante de Pierre Sisser
  - 2000 : Une affaire de goût de Bernard Rapp
  - 2001 : Grégoire Moulin contre l'humanité de Artus de Penguern
  - 2002 : La Maîtresse en maillot de bain de Lyèce Boukhitine
  - 2002 : Louis la Brocante : épisode Louis et le secret de l'abbé Cyprien série télévisée de Michel Favart
  - 2002 : Lundi matin de Otar Iosseliani
  - 2006 : Je m'appelle Élisabeth de Jean-Pierre Améris
  - 2007 : L'Affaire Sacha Guitry téléfilm de Fabrice Cazeneuve[6]

## J
- Haut – A
- B
- C
- D
- E
- F
- G
- H
- I
- J
- K
- L
- M
- N
- O
- P
- Q
- R
- S
- T
- U
- V
- W
- X
- Y
- Z

- Jarnioux
  - 1996 : Le Montreur de Boxe de Dominique Ladoge[7]
  - 1996 : L'Élève d'Olivier Schatzky[7]

## L
- Haut – A
- B
- C
- D
- E
- F
- G
- H
- I
- J
- K
- L
- M
- N
- O
- P
- Q
- R
- S
- T
- U
- V
- W
- X
- Y
- Z

- L'Arbresle
  - 1998 : La voie est libre de Stéphane Clavier

- La Tour-de-Salvagny
  - 1950 : Premières armes de René Wheeler
  - 1992 : Au pays des Juliets de Mehdi Charef
  - 1994 : Regarde les hommes tomber de Jacques Audiard

- Lacenas
  - 2007 : La Vérité ou presque de Sam Karmann

- Lantignié
  - 2007 : Dialogue avec mon jardinier de Jean Becker

- Lentilly
  - 1992 : Au pays des Juliets de Mehdi Charef

- Limonest
  - 1996 : Sale Gosse de Claude Mouriéras
  - 2008 : Didine de Vincent Dietschy
  - 2010 : Blanc comme neige de Christophe Blanc

- Lissieu
  - 1994 : Regarde les hommes tomber de Jacques Audiard

- Lozanne
  - 1998 : La voie est libre de Stéphane Clavier

- Lyon
  - 1895 : La Sortie de l'usine Lumière à Lyon de Louis Lumière[8]
  - 1953 : Thérèse Raquin de Marcel Carné
  - 1956 : Un condamné à mort s'est échappé de Robert Bresson
  - 1966 : Le Voyage du père de Denys de La Patellière[9]
  - 1969 : L'Armée des ombres de Jean-Pierre Melville[10]
  - 1969 : La Sirène du Mississipi de François Truffaut[11]
  - 1974 : Verdict d'André Cayatte
  - 1974 : L'Horloger de Saint-Paul de Bertrand Tavernier
  - 1975 : Pas de problème ! de Georges Lautner
  - 1976 : D'amour et d'eau fraiche de Jean-Pierre Blanc
  - 1980 : Une semaine de vacances de Bertrand Tavernier
  - 1984 : La Smala de Jean-Loup Hubert
  - 1985 : Parole de flic de José Pinheiro
  - 1986 : Autour de minuit de Bertrand Tavernier
  - 1986 : Zone rouge de Robert Enrico
  - 1987 : Poussière d'ange d'Édouard Niermans
  - 1987 : L'Insoutenable Légèreté de l'être de Philip Kaufman
  - 1988 : Le Complot de Agnieszka Holland[12]
  - 1992 : L'Affût de Yannick Bellon
  - 1992 : Toutes peines confondues de Michel Deville[13]
  - 1992 : Au pays des Juliets de Mehdi Charef
  - 1993 : Vieille Canaille de Gérard Jourd'hui
  - 1993 : Louis, enfant roi de Roger Planchon
  - 1993 : Tout ça... pour ça ! de Claude Lelouch
  - 1993 : Un crime de Jacques Deray
  - 1993 : Le Joueur de violon de Charlie Van Damme
  - 1994 : Couples et amants de John Lvoff
  - 1994 : Dieu que les femmes sont amoureuses de Magali Clément
  - 1994 : Regarde les hommes tomber de Jacques Audiard
  - 1994 : Le Mangeur de lune de Dai Sijie
  - 1994 : Le Cri du cœur d'Idrissa Ouedraogo
  - 1994 : Tzedek - Les Justes de Marek Halter
  - 1995 : Le Voyage des Cinéastes (Les Mystères du Premier Film) de Jean-Pierre Améris
  - 1995 : Le bonheur est dans le pré d'Étienne Chatiliez[14]
  - 1995 : Krim d'Ahmed Bouchaala
  - 1995 : Jusqu'au bout de la nuit de Gérard Blain
  - 1996 : L'Échappée belle d'Étienne Dhaene
  - 1996 : Le Montreur de Boxe - Lucky Punch de Dominique Ladoge
  - 1996 : Les Voleurs d'André Téchiné
  - 1996 : Mon homme de Bertrand Blier (Place de la Trinité
  - 1996 : Les Aveux de l'innocent de Jean-Pierre Améris
  - 1996 : À toute vitesse de Gaël Morel
  - 1996 : Les Grands Ducs de Patrice Leconte
  - 1997 : Lucie Aubrac de Claude Berri[10],[15],[16],[17]
  - 1997 : La Divine Poursuite de Michel Deville
  - 1998 : plusieurs épisodes de la série télévisée Louis la Brocante de Pierre Sisser
  - 1998 : La voie est libre de Stéphane Clavier[18]
  - 1998 : La Mère Christain de Myriam Boyer
  - 1999 : Les Enfants du marais de Jean Becker
  - 1999 : Mauvaises Fréquentations de Jean-Pierre Ameris
  - 2000 : Une affaire de goût de Bernard Rapp
  - 2000 : Micheline de Luc Leclerc du Sablon
  - 2000 : Les Rivières pourpres de Mathieu Kassovitz
  - 2001 : Mademoiselle de Philippe Lioret
  - 2001 : J'ai tué Clémence Acéra de Jean-Luc Gaget
  - 2001 : Oui, mais… de Yves Lavandier
  - 2001 : Tout va bien, on s'en va de Claude Mouriéras
  - 2001 : Grégoire Moulin contre l'humanité de Artus de Penguern
  - 2001 : Histoires de vies brisées : Les « double peine » de Lyon de Bertrand Tavernier
  - 2001 : Mon père, il m'a sauvé la vie de José Giovanni
  - 2001 : Oui, mais... de Yves Lavandier
  - 2002 : La Maîtresse en maillot de bain de Lyèce Boukhitine
  - 2002 : Lundi matin de Otar Iosseliani
  - 2002 : Jojo la frite de Nicolas Cuche
  - 2002 : Sur le bout des doigts d'Yves Angelo
  - 2002 : Les Diables de Christophe Ruggia[19],[15]
  - 2002 : Jean Moulin téléfilm d'Yves Boisset
  - 2002 : L'Homme du train de Patrice Leconte[10],[20]
  - 2003 : Quand tu descendras du ciel d'Éric Guirado
  - 2003 : Mariées mais pas trop de Catherine Corsini
  - 2003 : Petites coupures de Pascal Bonitzer
  - 2003 : De soie et de cendre téléfilm de Jacques Otmezguine
  - 2003 : Le Coût de la vie de Philippe Le Guay
  - 2003 : Effroyables Jardins de Jean Becker
  - 2004 : Nos amis les flics de Bob Swaim
  - 2004 : Violence des échanges en milieu tempéré de Jean-Marc Moutout
  - 2004 : Tout pour l'oseille de Bertrand Van Effenterre
  - 2004 : Ne Quittez Pas ! de Arthur Joffé
  - 2005 : Mon petit doigt m'a dit... de Pascal Thomas[21]
  - 2005 : Papa est formidable de Dominique Baron
  - 2005 : Un fil à la patte de Michel Deville
  - 2007 : Autopsy téléfilm de Jérôme Anger
  - 2007 : La Fille coupée en deux de Claude Chabrol
  - 2007 : Après lui de Gaël Morel
  - 2007 : Anna M de Michel Spinosa
  - 2007 : La Vérité ou presque de Sam Karmann[22]
  - 2007 : Le Fils de l'épicier d'Éric Guirado
  - 2007 : L'Affaire Sacha Guitry téléfilm de Fabrice Cazeneuve
  - 2007 : Pur Week-end d'Olivier Doran
  - 2007 : Nos retrouvailles de David Oelhoffen
  - 2008 : Didine de Vincent Dietschy
  - 2008 : Les Liens du sang de Jacques Maillot
  - 2008 : Passe-passe de Tonie Marshall
  - 2008 : Made in Italy de Stéphane Giusti
  - 2008 : Où avais-je la tête ? de Nathalie Donnini
  - 2009 : Commis d'office de Hannelore Cayre
  - 2009 : Le Dernier pour la route de Philippe Godeau
  - 2009 : Gamines de Frédéric Mermoud
  - 2009 : Je te mangerais de Sophie Laloy
  - 2010 : La Robe du soir de Myriam Aziza
  - 2010 : Complices de Frédéric Mermoud
  - 2010 : Insoupçonnable de Gabriel Le Bomin
  - 2010 : L'Âge de raison de Yann Samuell[23]
  - 2011 : Toutes nos envies de Philippe Lioret
  - 2011 : Les Adoptés de Mélanie Laurent
  - 2011 : S'enfuir avec toi de Gaël Morel
  - 2011 : Les Lyonnais d'Olivier Marchal
  - 2015 : Disparue feuilleton policier de Charlotte Brandström

2015 : Fatima de Philippe Faucon

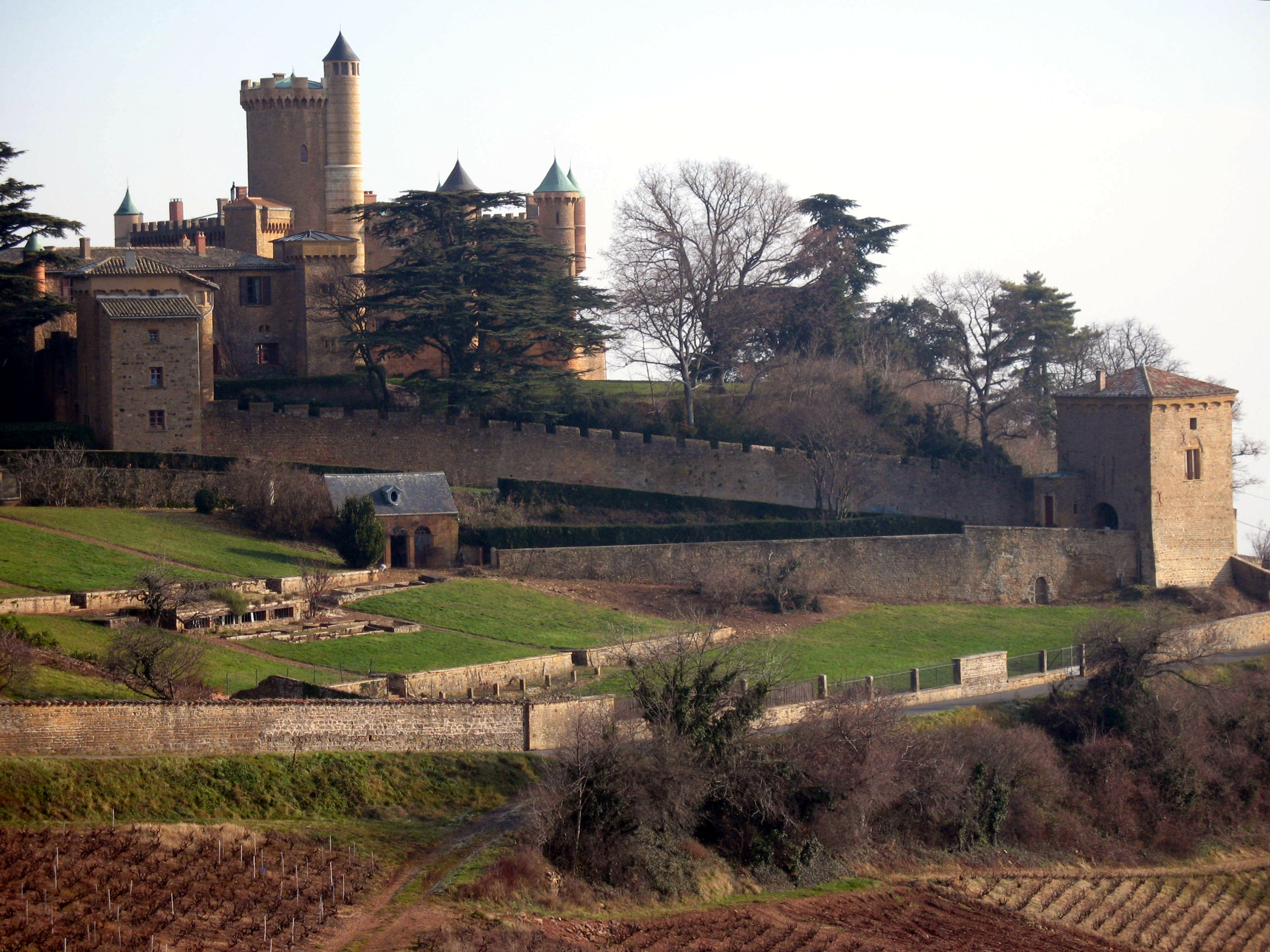
Château de Montmelas

- - 2018 : Insoupçonnable série télévisée policier de Christophe Lamotte et Fred Garson[4]

## M
- Haut – A
- B
- C
- D
- E
- F
- G
- H
- I
- J
- K
- L
- M
- N
- O
- P
- Q
- R
- S
- T
- U
- V
- W
- X
- Y
- Z

- Marcy-l'Etoile
  - 2007 : Anna M. de Michel Spinosa

- Millery
  - 2007 : La Vérité ou presque de Sam Karmann

- Grand parc de Miribel-Jonage
  - 1996 : Sale Gosse de Claude Mouriéras

- Mollons
  - 1996 : Sale Gosse de Claude Mouriéras

- Montmelas-Saint-Sorlin
  - 2005 : Kaamelott série télévisée d'Alexandre Astier[24]

- Morancé
  - 1999 : Les Enfants du marais de Jean Becker
  - 2007 : Anna M de Michel Spinosa
  - 2010 : La Robe du soir de Myriam Aziza

- Mornant
  - 2001 : Oui, mais… de Yves Lavandier
  - 2004 : Violence des échanges en milieu tempéré de Jean-Marc Moutout

- La Mulatière
  - 1998 : La Mère Christain de Myriam Boyer
  - 2002 : Jojo la frite de Nicolas Cuche
  - 2007 : La Vérité ou presque de Sam Karmann

## N
- Neuville-sur-Saône
  - 2009 : Louis la Brocante : épisode Louis et les pots cassés série télévisée de Pierre Sisser

## O
- Haut – A
- B
- C
- D
- E
- F
- G
- H
- I
- J
- K
- L
- M
- N
- O
- P
- Q
- R
- S
- T
- U
- V
- W
- X
- Y
- Z

- Oullins
  - 1995 : Le cri du cœur d'Idrissa Ouedraogo
  - 1996 : Sale Gosse de Claude Mouriéras[25],[26]
  - 1998 : La voie est libre de Stéphane Clavier
  - 2002 : Jojo la frite de Nicolas Cuche
  - 2004 : Violence des échanges en milieu tempéré de Jean-Marc Moutout
  - 2004 : Tout pour l'oseille de Bertrand Van Effenterre
  - 2006 : Le Temps des porte-plumes de Daniel Duval
  - 2007 : La Tête de maman de Carine Tardieu

## P
- Haut – A
- B
- C
- D
- E
- F
- G
- H
- I
- J
- K
- L
- M
- N
- O
- P
- Q
- R
- S
- T
- U
- V
- W
- X
- Y
- Z

- Parilly
  - 1996 : Les Aveux de l'innocent de Jean-Pierre Améris

- Pierre-Bénite
  - 1994 : Regarde les hommes tomber de Jacques Audiard
  - 1996 : Sale Gosse de Claude Mouriéras
  - 2010 : Complices de Frédéric Mermoud

## Q
- Haut – A
- B
- C
- D
- E
- F
- G
- H
- I
- J
- K
- L
- M
- N
- O
- P
- Q
- R
- S
- T
- U
- V
- W
- X
- Y
- Z

- Quincié-en-Beaujolais
  - 2008 : Passe-passe de Tonie Marshall

## R
- Haut – A
- B
- C
- D
- E
- F
- G
- H
- I
- J
- K
- L
- M
- N
- O
- P
- Q
- R
- S
- T
- U
- V
- W
- X
- Y
- Z

- Rillieux-la-Pape
  - 2002 : Les Diables de Christophe Ruggia
  - 2007 : La Fille coupée en deux de Claude Chabrol
  - 2010 : La Robe du soir de Myriam Aziza

- Rochetaillée-sur-Saône
  - 1994 : Couples et amants de John Lvoff

## S
- Haut – A
- B
- C
- D
- E
- F
- G
- H
- I
- J
- K
- L
- M
- N
- O
- P
- Q
- R
- S
- T
- U
- V
- W
- X
- Y
- Z

- Saint-Bonnet-de-Mure
  - 2010 : Complices de Frédéric Mermoud

- Saint-Cyr-au-Mont-d'Or
  - 2002 : Louis la Brocante : épisode Louis et le secret de l'abbé Cyprien série télévisée de Michel Favart
  - 2003 : Mariées mais pas trop de Catherine Corsini

- Saint-Didier-au-Mont-d'Or
  - 1992 : Au pays des Juliets de Mehdi Charef
  - 1996 : Sale Gosse de Claude Mouriéras
  - 2002 : Louis la Brocante : épisode Louis et le secret de l'abbé Cyprien série télévisée de Michel Favart
  - 2004 : Tout pour l'oseille de Bertrand Van Effenterre
  - 2010 : Blanc comme neige de Christophe Blanc
  - 2017 : Sources assassines téléfilm de la Collection Meurtres à..., de Bruno Bontzolakis

- Saint-Fons
  - 1996 : Sale Gosse de Claude Mouriéras
  - 2002 : Lundi matin de Otar Iosseliani

- Saint-Germain-au-Mont-d'Or
  - 2002 : Louis la Brocante : épisode Louis et le secret de l'abbé Cyprien série télévisée de Michel Favart

- Saint-Julien-sur-Bibost
  - 2001 : Un crime au paradis de Jean Becker[27]

- Saint-Genis-Laval
  - 2003 : Petites coupures de Pascal Bonitzer

- Saint-Laurent-d'Agny
  - 2006 : Le Temps des porte-plumes de Daniel Duval

- Saint-Laurent-de-Mure
  - 1996 : Les Aveux de l'innocent de Jean-Pierre Améris

- Saint-Maurice-de-Gourdans
  - 1996 : Sale Gosse de Claude Mouriéras

- Saint-Priest
  - 2003 : Quand tu descendras du ciel d'Éric Guirado

- Saint-Quentin-Fallavier
  - 2001 : Grégoire Moulin contre l'humanité de Artus de Penguern

- Saint-Romain-de-Popey
  - 2002 : Lundi matin de Otar Iosseliani

- Sainte-Foy-l'Argentière
  - 1994 : Le Mangeur de lune de Dai Sijie

- Sainte-Foy-lès-Lyon
  - 1994 : Couples et amants de John Lvoff
  - 1996 : Sale Gosse de Claude Mouriéras

- Sainte-Paule
  - 2005 : Camping à la ferme de Jean-Pierre Sinapi

- Sathonay
  - 1995 : Jusqu'au bout de la nuit de Gérard Blain

- Satolas
  - 1996 : L'Échappée belle d'Étienne Dhaene
  - 2001 : Origine contrôlée de Zakia Bouchaala et Ahmed Bouchaala

- Savigny
  - 2001 : Un crime au paradis de Jean Becker

- Soucieu-en-Jarrest
  - 2006 : Le Temps des porte-plumes de Daniel Duval

- Sourcieux-les-Mines
  - 2003 : Petites coupures de Pascal Bonitzer

## T
- Haut – A
- B
- C
- D
- E
- F
- G
- H
- I
- J
- K
- L
- M
- N
- O
- P
- Q
- R
- S
- T
- U
- V
- W
- X
- Y
- Z

- Tarare
  - 1995 : Le bonheur est dans le pré d'Étienne Chatiliez[14]
  - 2001 : Mon père, il m'a sauvé la vie de José Giovanni

- Tassin-la-Demi-Lune
  - 1998 : La voie est libre de Stéphane Clavier
  - 2007 : Dialogue avec mon jardinier de Jean Becker

## U
- Haut – A
- B
- C
- D
- E
- F
- G
- H
- I
- J
- K
- L
- M
- N
- O
- P
- Q
- R
- S
- T
- U
- V
- W
- X
- Y
- Z

## V
- Haut – A
- B
- C
- D
- E
- F
- G
- H
- I
- J
- K
- L
- M
- N
- O
- P
- Q
- R
- S
- T
- U
- V
- W
- X
- Y
- Z

- Vaulx-en-Velin
  - 2008 : Didine de Vincent Dietschy
  - 2015 : Disparue feuilleton policier de Charlotte Brandström
  - 2018 : Insoupçonnable série télévisée policier de Christophe Lamotte et Fred Garson[4]

- Vénissieux
  - 1992 : Toutes peines confondues de Michel Deville
  - 1995 : Krim d'Ahmed Bouchaala[28]
  - 1995 : Jusqu'au bout de la nuit de Gérard Blain
  - 2007 : Nos retrouvailles de David Oelhoffen

- Vernaison
  - 1994 : Regarde les hommes tomber de Jacques Audiard
  - 1996 : L'Élève d'Olivier Schatzky[29]

- Villefranche-sur-Saône
  - 1996 : À toute vitesse de Gaël Morel[30]
  - 1999 : Les Enfants du marais de Jean Becker
  - 2000 : Les Glaneurs et la Glaneuse de Agnès Varda[31]
  - 2001 : Mademoiselle de Philippe Lioret
  - 2002 : Les Glaneurs et la Glaneuse, Deux ans après de Agnès Varda[32]

- Ville-sur-Jarnioux
  - 1996 : À toute vitesse de Gaël Morel

- Villeurbanne
  - 1995 : Le cri du cœur d'Idrissa Ouedraogo
  - 1995 : Jusqu'au bout de la nuit de Gérard Blain
  - 1995 : Le Hussard sur le toit de Jean-Paul Rappeneau
  - 1996 : Sale Gosse de Claude Mouriéras
  - 1996 : L'Échappée belle d'Étienne Dhaene[33]
  - 2001 : Grégoire Moulin contre l'humanité de Artus de Penguern
  - 2001 : Histoires de vies brisées: les « double peine » de Lyon de Bertrand Tavernier
  - 2002 : La Maîtresse en maillot de bain de Lyèce Boukhitine
  - 2002 : Jojo la frite de Nicolas Cuche
  - 2002 : Les Diables de Christophe Ruggia
  - 2003 : Quand tu descendras du ciel d'Éric Guirado
  - 2003 : Rencontre avec le Dragon de Hélène Angel[34]
  - 2004 : Louis la Brocante : épisode Louis et les deux mousquetaires série télévisée de Bruno Gantillon
  - 2004 : Nos amis les flics de Bob Swaim[34]
  - 2004 : Ne Quittez Pas ! de Arthur Joffé[34]
  - 2004 : Brodeuses de Éléonore Faucher[34]
  - 2005 : Un fil à la patte de Michel Deville[34]
  - 2005 : La Ravisseuse de Antoine Santana[34]
  - 2005 : Kaamelott série télévisée d'Alexandre Astier[34]
  - 2007 : La Vérité ou presque de Sam Karmann
  - 2007 : Nos retrouvailles de David Oelhoffen
  - 2008 : Made in Italy de Stéphane Giusti
  - 2008 : Didine de Vincent Dietschy
  - 2008 : Où avais-je la tête? de Nathalie Donnini
  - 2017 : Sources assassines téléfilm de la Collection Meurtres à..., de Bruno Bontzolakis

## W
- Haut – A
- B
- C
- D
- E
- F
- G
- H
- I
- J
- K
- L
- M
- N
- O
- P
- Q
- R
- S
- T
- U
- V
- W
- X
- Y
- Z

## X
- Haut – A
- B
- C
- D
- E
- F
- G
- H
- I
- J
- K
- L
- M
- N
- O
- P
- Q
- R
- S
- T
- U
- V
- W
- X
- Y
- Z

## Y
- Haut – A
- B
- C
- D
- E
- F
- G
- H
- I
- J
- K
- L
- M
- N
- O
- P
- Q
- R
- S
- T
- U
- V
- W
- X
- Y
- Z

## Z
- Haut – A
- B
- C
- D
- E
- F
- G
- H
- I
- J
- K
- L
- M
- N
- O
- P
- Q
- R
- S
- T
- U
- V
- W
- X
- Y
- Z